# ألكسيس نوبل
ألكسيس نوبل (بالإسبانية: Alexis Noble)‏ (5 مايو 1963 بمونتفيدو في الأوروغواي - 10 أبريل 2025) هو لاعب كرة قدم أوروغواني في مركز الهجوم.  لعب مع نادي أونيفرسيداد كاتوليكا.

## وصلات خارجية
- ألكسيس نوبل على موقع الاتحاد الدولي (مؤرشف)  (الإنجليزية)
- ألكسيس نوبل على موقع قاعدة بيانات كرة القدم.إي يو (الإنجليزية)